# Ciabatta

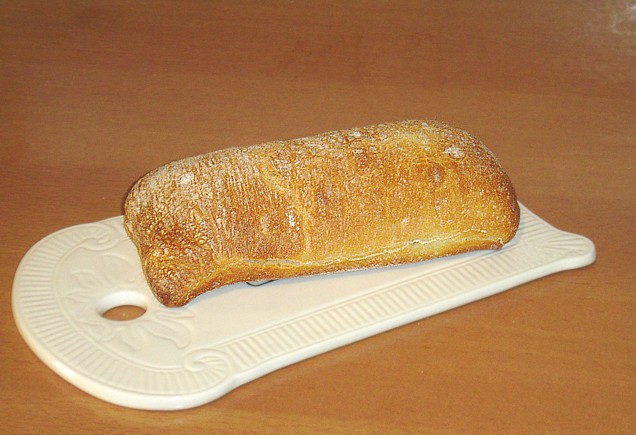
Ciabatta; halve grootte

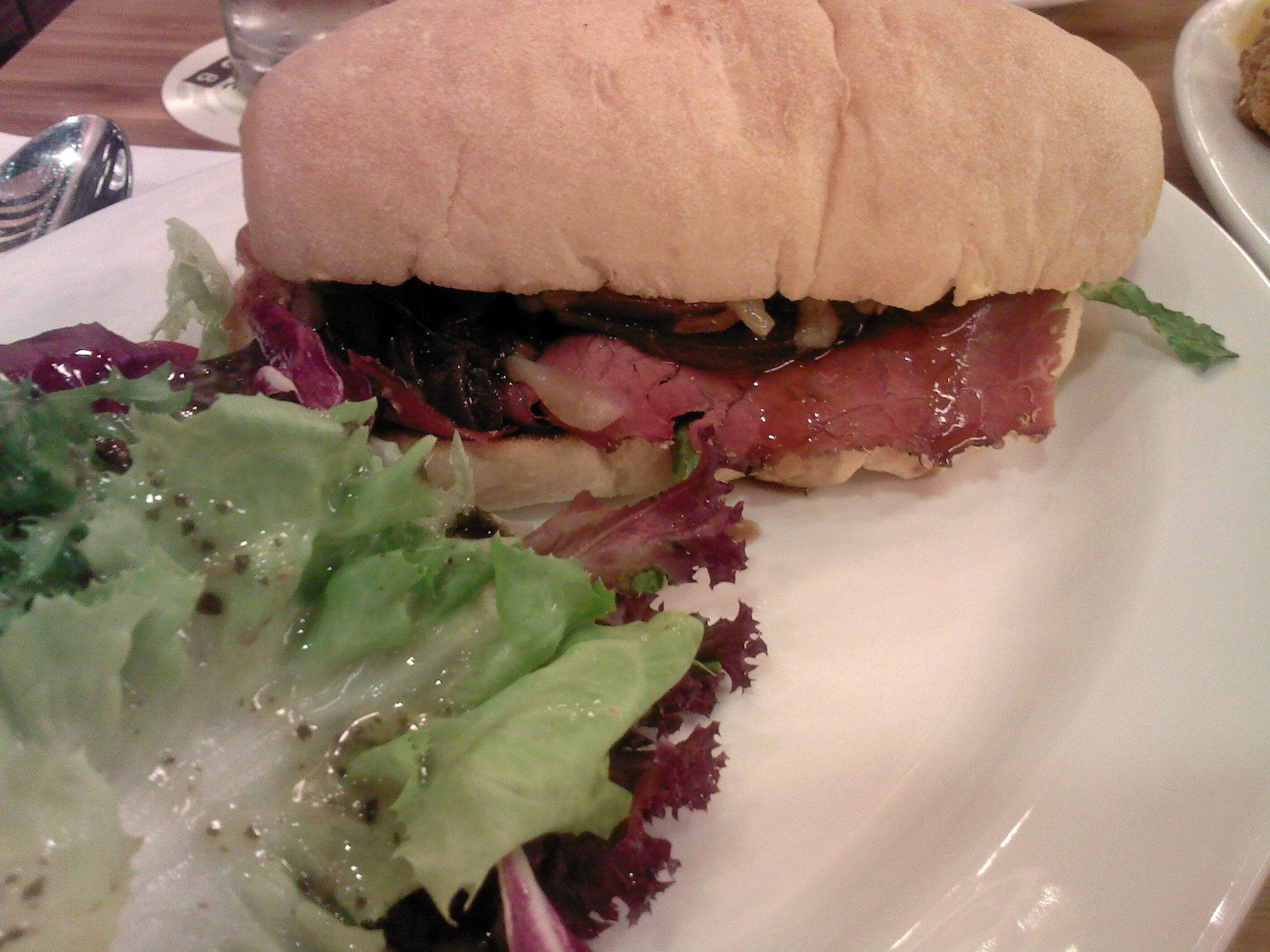
Ciabatta met runderpastrami

Ciabatta (Italiaans: slof of pantoffel) is een Italiaanse broodsoort. Het is een luchtig, plat, rechthoekig witbrood, met een knapperige korst.
De ciabatta bestaat nog niet zo lang: pas in 1982 is dit type brood ontwikkeld door een Italiaanse bakker uit de regio Veneto in een poging de populariteit van de Franse baguettes te pareren. 
De grootte bedraagt ongeveer 10 bij 35 centimeter. Er zijn ook mini-ciabatta's te verkrijgen van ongeveer 10 × 10 centimeter en 5 × 10 centimeter, zowel kant-en-klaar als voorgebakken. Deze laatste moet men een aantal minuten in een hete oven afbakken.

## Ingrediënten
De typische ingrediënten voor ciabatta zijn water, bloem, gist, melk, olijfolie, zout, kruiden.

## Bereiding
Bij de bereiding wordt een deel van de gist opgelost in water en met een deel van het bloem gemengd. Dit mag dan 12 uur rijzen, waarna het wordt gemengd met de overige ingrediënten. Dit mag dan een uur rijzen tot dubbel volume, waarna het op een bakplaat in ongeveer dertig minuten wordt gebakken.
Andere Italiaanse broodsoorten:
- Focaccia
- Panettone
- Italiaanse bol